# Iwan Wassiljewitsch Kirejewski

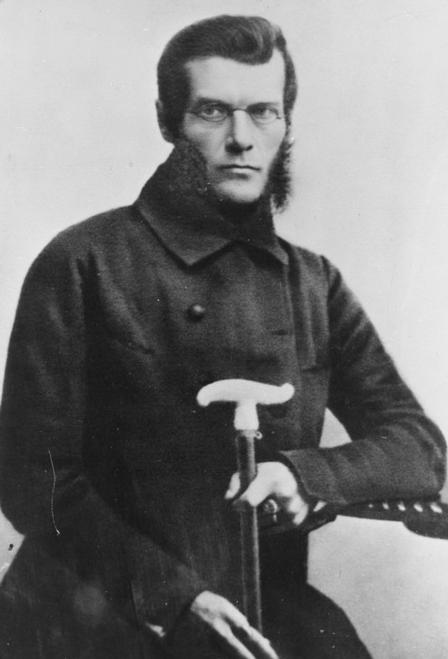
Iwan Wassiljewitsch Kirejewski

Iwan Wassiljewitsch Kirejewski (russisch Ива́н Васи́льевич Кире́евский; * 22. Märzjul. / 3. April 1806greg. in Moskau; † 11. Junijul. / 23. Juni 1856greg. in Sankt Petersburg) war ein russischer Schriftsteller, Publizist und mit Alexei Chomjakow der bedeutendste Theoretiker der Slawophilen.

## Leben
Kirejewski wuchs in einem durch die Romantik und durch Gefühlsbetontheit geprägten Elternhaus auf, in dem er auch mit den Schriften von Locke und Helvétius in Berührung kam. Wie die Mehrzahl der Slawophilen war er adliger Grundbesitzer. Als junger Erwachsener kam er zudem mit deutschen Intellektuellen in Verbindung und hatte unter anderem mit Hegel, Schleiermacher, Oken und Schelling Kontakt.
Kirejewski gab zudem 1832 die Zeitschrift Der Europäer heraus und redigierte 1845 kurz den Moskauer.

## Gedanken
Kirejewskis zentrale Themen waren einerseits das Verhältnis Russlands zu Europa, andererseits die Überwindung der Differenz zwischen Wissen und Glauben. Für ihn war Europa geprägt von der rationalistischen Art zu denken, das keine Ganzheitlichkeit zuließ. Die urrussische Tradition hingegen beruhte seines Erachtens auf gerade dieser Ganzheitlichkeit, die aber durch die Annäherung Russlands an westliche Denktraditionen (z. B. durch den Raskol, also die Abspaltung der russischen Altgläubigen von der orthodoxen Kirche, oder z. B. durch die Modernisierungsversuche von Peter dem Großen) abhandenkam.
Kirejewski strebte die Versöhnung dieser alten und der neuen Tradition Russlands an.